# Bukovica Prekriška
Bukovica Prekriška je naseljeno mjesto u Republici Hrvatskoj u Zagrebačkoj županiji. 

## Zemljopis
Administrativno je u sastavu općine Krašić. Naselje se proteže na površini od 1,54 km².

## Stanovništvo
Prema popisu stanovništva iz 2001. godine u Bukovici Prekriškoj živi 41 stanovnik i to u 19 kućanstava. Gustoća naseljenosti iznosi 26,62 st./km².
| broj stanovnika | 118   | 129   | 166   | 178   | 190   | 199   | 213   | 209   | 180   | 173   | 155   | 97    | 77    | 64    | 41    | 33    | 18    |
|                 | 1857. | 1869. | 1880. | 1890. | 1900. | 1910. | 1921. | 1931. | 1948. | 1953. | 1961. | 1971. | 1981. | 1991. | 2001. | 2011. | 2021. |